# Christian Brützel
Henrich Christian Brützel (* 2. Januar 1798 in Fürstenberg; † 7. Dezember 1871 ebenda) war ein deutscher Landwirt, Bürgermeister und Politiker.

## Leben
Brützel war der Sohn des Johann Christoph Brützel (* 15. März 1761 in Fürstenberg; † 16. September 1837 ebenda) und dessen Ehefrau Marie Elisabeth geborene Kunhenn (* 25. September 1763 in Fürstenberg; † 19. Juni 1823 ebenda). Er war evangelisch und ging 1818/19 eine nicht eheliche Verbindung mit Catharina Maria Bechmann (* 8. Oktober 1787 in Fürstenberg; † 13. August 1847 ebenda), der Tochter des Stadtdieners Henrich Wilhelm Bechmann und der Catharina Margarethe geborene Haseck ein. Aus der Verbindung entstand ein gemeinsamer Sohn. Danach war er zwei Mal verheiratet:
1. Catharina Philippine Paulus, (⚭ Fürstenberg 8. Mai 1823) (* 30. September 1803 in Fürstenberg; † 20. Oktober 1833 ebenda), der Tochter des Ratsherren Jost Henrich Paulus und der Juliane Charlotte Schnatz
2. Elisabeth Catharina Knipp, (⚭ Fürstenberg 1. Juni 1834) (* 1. September 1802 in Fürstenberg; † 13. September 1880 ebenda), der Tochter des Landwirts Johann Daniel Knipp und der Sophia Elisabeth Trescher (Drescher)

Brützel lebte als Landwirt in Fürstenberg. Er war von Herbst 1833 bis Herbst 1836 und erneut von Herbst 1840 bis Herbst 1842 dort Bürgermeister. Als Bürgermeister war er vom 11. Dezember 1833 bis Herbst 1836 und erneut vom 23. Dezember 1840 bis Herbst 1842 Mitglied des Landstandes des Fürstentums Waldeck.